# دوري أبطال أوروبا لكرة اليد 1998–99
دوري أبطال أوروبا لكرة اليد 1998–99 هو الموسم 39 من  دوري أبطال أوروبا لكرة اليد. أشرف على تنظيمه الاتحاد الأوروبي لكرة اليد، وفاز فيه نادي برشلونة لكرة اليد.